# Armand Mikaelian
Pour les articles homonymes, voir Mikaelian.
Yvon Armand Mikaelian, né le 2 février 1949 à Marseille et mort le 21 mars 2015 dans la même ville, est un gardien de but de water-polo français, sélectionné 450 fois en équipe de France dont il est le capitaine de 1982 à 1986, date à laquelle il devient entraîneur national. Il est (a été ?) le recordman français du nombre de sélections en sport collectif.

## Palmarès
- 20 fois champion de France avec le Cercle des nageurs de Marseille

- 450 sélections en équipe de France
  - participation à cinq championnats d'Europe
  - participation à deux championnats du monde
  - participation aux Jeux olympiques de 1988 (10e)